# Epicauta virgulata
Epicauta virgulata är en skalbaggsart som först beskrevs av Leconte 1866.  Epicauta virgulata ingår i släktet Epicauta och familjen oljebaggar. Inga underarter finns listade i Catalogue of Life.